# 스탑 메이킹 센스
《스탑 메이킹 센스》(영어: Stop Making Sense) 혹은 스톱 메이킹 센스는 미국에서 제작된 조너선 데미 감독의 1984년 토킹 헤즈 콘서트 영화이다. 게리 게츠먼 등이 제작에 참여하였다.
이 영화는 레너드 몰틴에 의해 현재까지 만들어진 "가장 위대한 록 영화 가운데 하나", 로버트 크리스트가우에 의해 "가장 섬세한 콘서트 영화"로 언급되었으며, 더 뉴요커의 폴린 케일은 이 영화를 "완벽에 가깝다"고 기술하였다.

## 출연
- 데이비드 번
- 제리 해리슨
- 티나 웨이머스
- 크리스 프랜츠
- 버니 워렐

## 같이 보기
- 뉴 웨이브 (음악)